# Upplands runinskrifter 401
Upplands runinskrifter 401 är ett vikingatida runstensfragment av sandsten som påträffades i Kv. Kammakaren, Sigtuna och Sigtuna kommun som förvaras på Sigtuna museum. Fragmentet är 20 gånger 16,5 centimeter stort. Nedanför runorna syns ett par ristade linjer som troligen utgjort ett kors.

## Inskriften
Translitterering av runraden:
... ...ntsa · ...
Normalisering till runsvenska:
... [þe]nnsa ...
Översättning till nusvenska:
... denna ...